# Тун Цзянь
Тун Цзянь (кит.: 佟健), Tong Jian; *15 серпня 1979, Харбін, Китай) — китайський фігурист, що виступає у парному спортивному фігурному катанні в парі з Пан Цін, з якою є чемпіонами світу з фігурного катання 2006 року, переможцями Фіналу Гран-Прі сезону 2008/2009, чотириразовими переможцями Чемпіонату Чотирьох Континентів (2002, 2004, 2008 і 2009 роки), чотириразовими переможцями Національної першості Китаю з фігурного катання (2000, 2004, 2007 і 2008).  

## Кар'єра
Тун почав кататися на ковзанах у 6-річному віці в рідному Харбіні. Починав як одиночник, потому через проблеми зі стрибками перейшов у танці на льоду. Після короткої танцювальної кар'єри Тун вирішив знову змінити дисципліну і перейшов у парне катання. Першою його партнеркою була Чжан Юе. 
У 1993 році відомий китайський фахівець-тренер Яо Бін поставив його в пару з Пан Цін, і відтоді вони виступають разом. 
Коли Яо Бін переїхав до Пекіну, Пан і Тун працювали без тренера аж до 1997 року, коли знову почали підготовку під наставництвом Яо.
Пан і Тун не мали особливих успіхів в юніорській кар'єрі. Вони ставали 14-ми, 9-ми і 8-ми на Чемпіонаті світу з фігурного катання серед юніорів, відповідно у 1997, 1998 і 1999 роках.

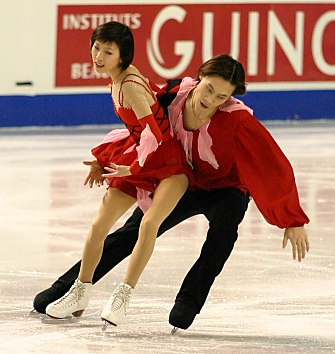
Цін Пан і Цзянь Тун на Чемпіонаті Чотирьох Континентів 2004 року

Пара здобула «срібло» Чемпіонату Китаю 1997 року, проте на світову першість спортсмени не виїздили до 1999 року. 
У 2000 році Пан і Тун перемогли на Китайській першості з фігурного катання. І виїхавши вперше на міжнародний турнір вищої категорії — Чемпіонат Чотирьох Континентів з фігурного катання 1999 року (це був перший у історії такий чемпіонат) відразу стали 5-тими. У цьому ж сезоні вони взяли участь у світовій першості з фігурного катання, і посіли там 14—те місце.
У сезоні 1999/2000 Пан і Тун дебютували в серії Гран-Прі. Стали 4—ми на «Skate Canada» і 5—ми на «Cup of Russia». На XIX Зимовій Олімпіаді (Солт-Лейк-Сіті, США, 2002) вони стали 9—ми.
На Чемпіонаті світу з фігурного катання 2004 року спортсмени здобули свою першу медаль (бронза), до цього вигравши Фінал серії Гран-Прі.
На ХХ Зимовій Олімпіаді (Турин, Італія, 2006) пара Пан/Тун стала 4-тою. Потому вони виграли Чемпіонат світу з фігурного катання 2006 року. 
У сезоні 2006/2007 Пан і Тун не змогли захистити свій титул чемпіонів світу, ставши другими. Від етапу Гран-Прі «Skate America» вони були змушені знятися через травму, і, таким чином, не потрапили до Фіналу. Крім того, вони завоювали срібні медалі на етапі «Cup of China», на Азійських Зимових іграх і Чемпіонаті Чотирьох Континентів. 
У сезоні 2007/2008 пара стала бронзовими призерами Фіналу Гран-Прі, переможцями Чемпіонату Чотирьох Континентів з фігурного катання 2008 року, але тільки 5—ми на світовій першості 2008 року з фігурного катання.
У сезоні 2008/2009 уперше в кар'єрі Пан і Тун стали переможцями Фіналу Гран-Прі. Потому вдруге поспіль (а загалом учетверте) перемогли на Чемпіонаті Чотирьох Континентів з фігурного катання 2009 року.
У сезоні 2009/2010, олімпійському, Пан Цін і Тун Цзянь виграли ті два етапи Гран-Прі, у яких узяли участь — «Rostelecom Cup» та «NHK Trophy», а у Фіналі Гран-Прі поступились лише співвітчизникам парі Шень/Чжао. На головному старті сезону — в олімпійському турнірі спортивних пар на XXI Зимовій Олімпіаді (Ванкувер, Канада, 2010) розігралась справжня «спортивна драма» з парою Пан Цін і Тун Цзянь — у короткій вони повторили свій персоналбест (71.50), але це був лише 4-й результат, довільну програму фігуристи виграли з рекордними балами 141.81 (на 8 балів більше за попередній персональний найкращий результат), що дозволило їм стати срібними олімпійськими призерами.

## Спортивні досягнення

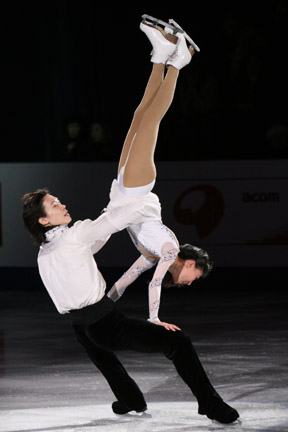
Пан і Тун на Чемпіонаті 4 Континентів 2008 року

### після 2008 року
| Сезони/Змагання                                     | 2008/2009 | 2009/2010 | 2010/2011 |
| --------------------------------------------------- | --------- | --------- | --------- |
| Зимові Олімпійські ігри                             |           | 2         |           |
| Чемпіонати світу з фігурного катання                | 4         | 1         |           |
| Чемпіонати Чотирьох Континентів з фігурного катання | 1         |           | 1         |
| Фінали Гран-Прі                                     | 1         | 2         | 2         |
| Етапи Гран-Прі: «Rostelecom Cup»                    |           | 1         |           |
| Етапи Гран-Прі: «Cup of China»                      | 3         |           | 1         |
| Етапи Гран-Прі: «NHK Trophy»                        | 1         | 1         | 1         |
| Зимові Азіатські ігри                               |           |           | 1         |

### 2002 — 2008 роки
| Сезони/Змагання                                     | 2002/2003 | 2003/2004 | 2004/2005 | 2005/2006 | 2006/2007 | 2007/2008 |
| --------------------------------------------------- | --------- | --------- | --------- | --------- | --------- | --------- |
| Зимові Олімпійські ігри                             |           |           |           | 4         |           |           |
| Чемпіонати світу з фігурного катання                | 4         | 3         | 4         | 1         | 2         | 5         |
| Чемпіонати Чотирьох Континентів з фігурного катання | 2         | 1         | 2         |           | 2         | 1         |
| Зимові Азійські ігри                                |           |           |           |           | 2         |           |
| Чемпіонати Китаю з фігурного катання                |           | 1         |           |           | 1         | 1         |
| Фінали Гран-Прі                                     |           | 5         | 3         | 6         |           | 3         |
| Етапи Гран-Прі: «Cup of China»                      |           |           |           | 2         | 2         | 1         |
| Етапи Гран-Прі: «Skate America»                     | 3         | 1         |           |           |           | 2         |
| Етапи Гран-Прі: «Skate Canada»                      | 2         |           | 2         |           |           |           |
| Етапи Гран-Прі: «Trophée Eric Bompard»              | 3         |           | 3         | 2         |           | 2         |
| Етапи Гран-Прі: «Cup of Russia»                     |           | 2         |           |           |           |           |
| Етапи Гран-Прі: «NHK Trophy»                        |           |           | 2         |           |           |           |

### до 2002 року
| Сезони/Змагання                                     | 1996/1997 | 1997/1998 | 1998/1999 | 1999/2000 | 2000/2001 | 2001/2002 |
| --------------------------------------------------- | --------- | --------- | --------- | --------- | --------- | --------- |
| Зимові Олімпійські ігри                             |           |           |           |           |           | 9         |
| Чемпіонати світу з фігурного катання                |           |           | 14        | 15        | 10        | 5         |
| Чемпіонати Чотирьох Континентів з фігурного катання |           |           | 5         | 5         | 4         | 1         |
| Чемпіонати світу з фігурного катання серед юніорів  | 14        | 9         | 8         |           |           |           |
| Чемпіонати Китаю з фігурного катання                | 2         | 2         | 2         | 1         | 2         | 2         |
| Етапи Гран-Прі: «Skate Canada»                      |           |           |           | 4         | 5         | 4         |
| Етапи Гран-Прі: «Trophée Eric Bompard»              |           |           |           |           | 6         |           |
| Етапи Гран-Прі: «Cup of Russia»                     |           |           |           | 5         |           |           |
| Етапи Гран-Прі: «NHK Trophy»                        |           |           |           |           | 4         | 5         |
| Зимові Універсіади                                  |           |           | 2         |           |           |           |